# Monumento a Luciano Manara
Il monumento a Luciano Manara è una scultura in bronzo posta nei giardini pubblici di Milano.

## Descrizione
La statua di Luciano Manara fu realizzata dallo scultore Francesco Barzaghi e inaugurata l'8 giugno 1894, quando l'artista era già deceduto.
(Cronaca dell'inaugurazione)

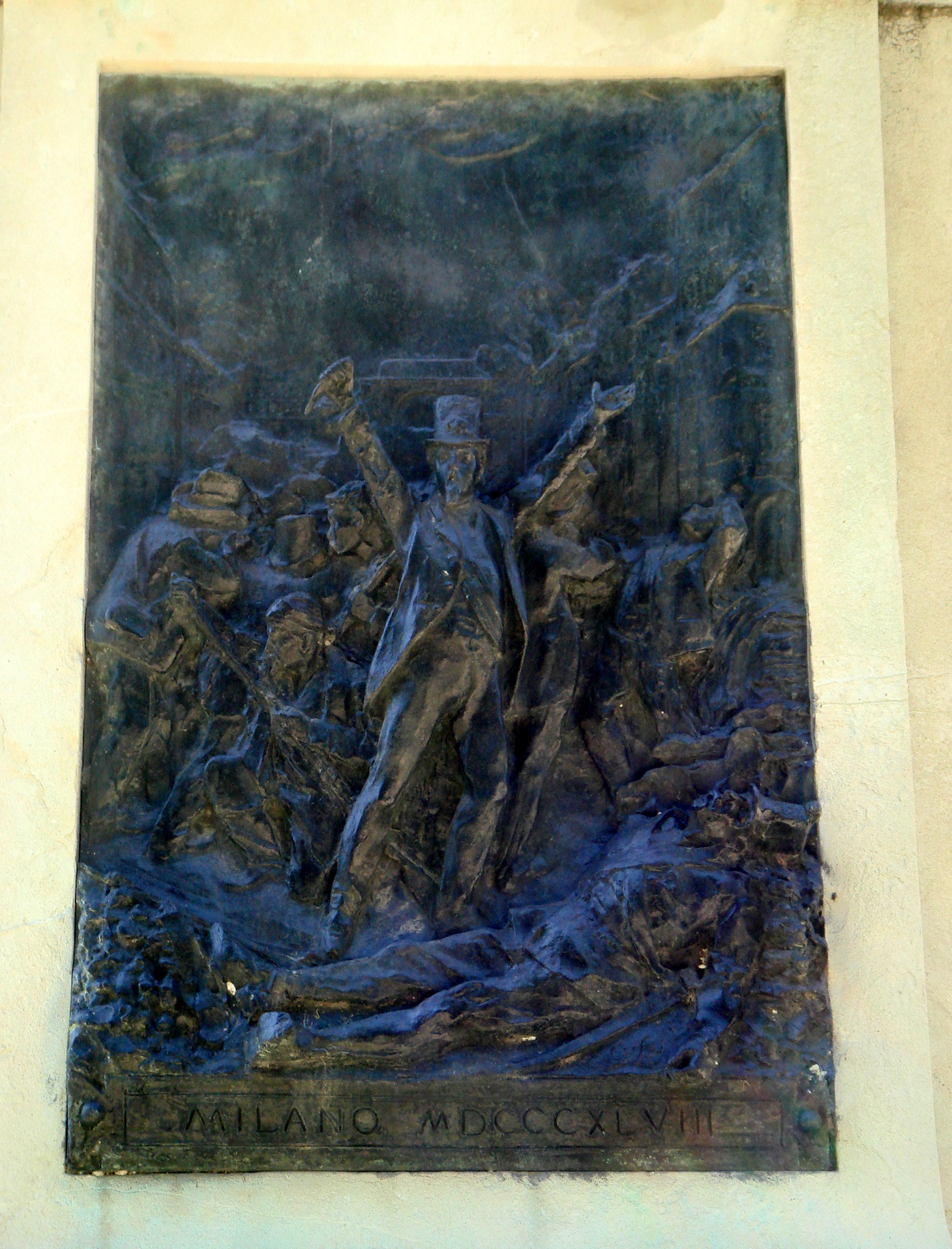
MILANO MDCCCXLVIII
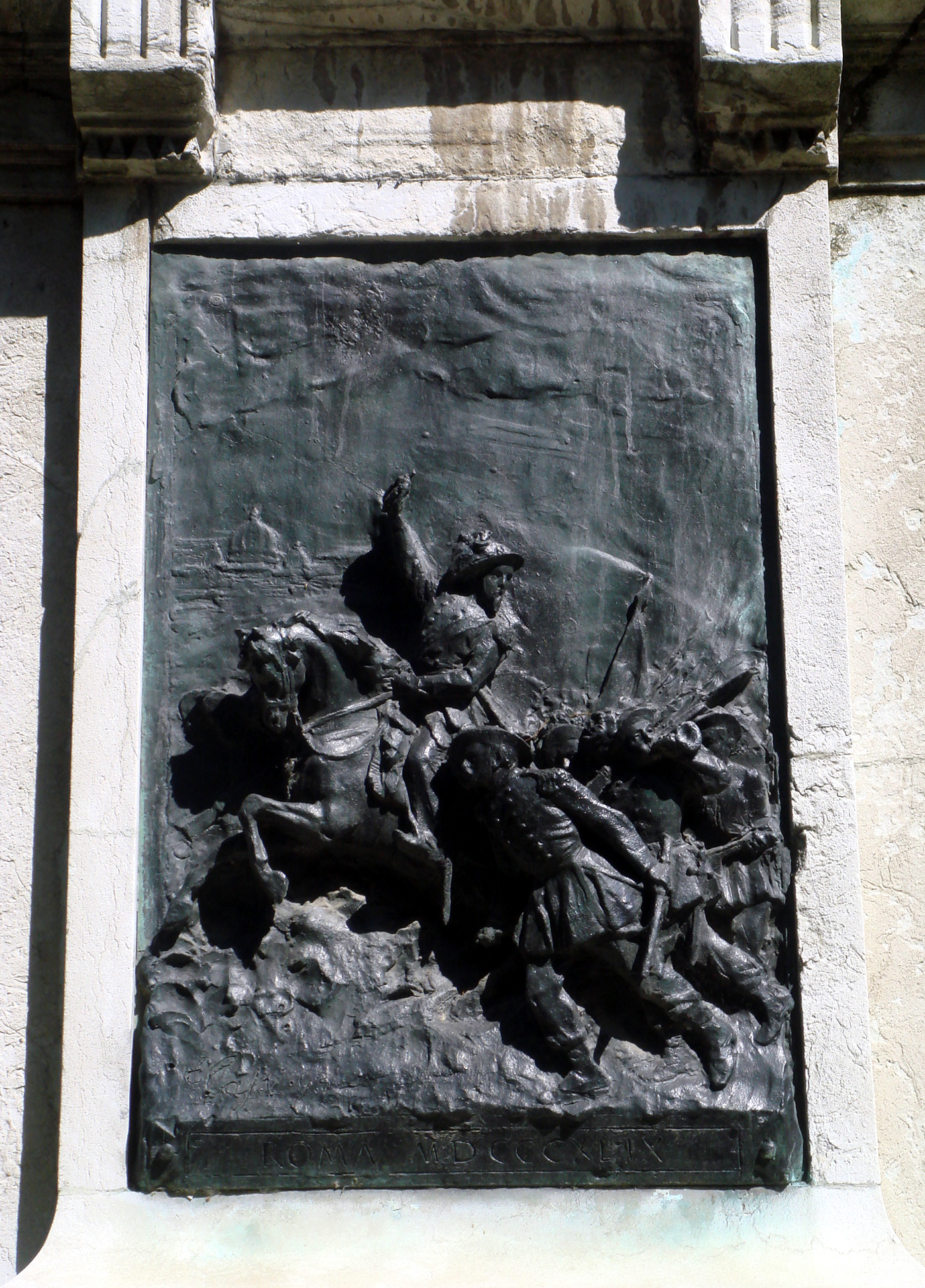
ROMA MDCCCXLIX